# Lejbgwardia
Lejbgwardia
1. doborowe oddziały gwardii, stanowiące straż przyboczną panującego[1].
2. gwardia przyboczna; w dawnym wojsku rosyjskim pułki gwardii cesarskiej nosiły nazwę Lejbgwardii[2] .